# Стамп, Патрик
Патрик Мартин Стамп (англ. Patrick Martin Stump, настоящая фамилия Stumph (Стамф), род. 27 апреля 1984, Эванстон, Иллинойс) — американский вокалист, композитор, гитарист, продюсер, участник и один из основателей рок-группы Fall Out Boy.

## Биография
Патрик Мартин Стамп родился 27 апреля 1984 года в Эванстон, штат Иллинойс, США, в семье фолк-певца. Окончил южную Гленбрукскую среднюю школу. Участвовал в ряде подростковых чикагских музыкальных групп, таких как Public Display of Infection, Xgrinding processX, Patterson в качестве барабанщика. В одной из подобных хардкор банд познакомился с Питом Венцем. Впоследствии, Патрик примкнул к рок-группе, фронтменом которой являлся Пит, в составе Джозефа Тромана, и Венца, а впоследствии и Энди Хёрли Со временем группа обрела своё действующее название — Fall Out Boy и определённое количество поклонников. Именно в этом коллективе Патрик смог реализовать свои творческие способности: он овладел гитарой, начал писать свои собственные музыкальные произведения и закрепился в группе в качестве вокалиста, чего раньше ему сделать не удавалось.
Патрик в составе группы Fall Out Boy записал 7 пластинок: Take This to Your Grave (2003), My Heart Will Always Be the B-Side to My Tongue (2004), From Under the Cork Tree (2005), Infinity on High (2007), Folie à Deux (2008), Save Rock and Roll (2013), American beauty / American Psycho  (2015), Mania (2018). Также он активно занимается продюсированием молодых групп. На его счёту такие альбомы, как The Hush Sound — Like Vines, Gym Class Heroes — As Cruel As Schoolchildren, Cobra Starship — Viva la Cobra.
Патрик также имеет некоторое отношение и к киноиндустрии. В 2003 году он снялся в реалити-шоу «Подстава!» в роли самого себя; принял участие в 18 сезоне сериала «Закон и порядок» в эпизоде «Затмение»; играл небольшую роль в сериале «Холм одного дерева»; в 2012 снялся в 17 серии 8 сезона сериала «Доктор Хаус» во второстепенной роли; собственноручно спродюсировал и снял короткий фильм The Moustachette. Также он писал музыку к фильму «Бунтарка» (2006).
После перерыва в деятельности группы Fall Out Boy, Патрик занялся созданием собственного альбома.
18 октября 2011 вышел его первый сольный альбом Soul Punk.

## Дискография

### В составеFall Out Boy
- 2003 — Take This to Your Grave
- 2005 — From Under the Cork Tree
- 2007 — Infinity on High
- 2008 — Folie à Deux
- 2013 — Save Rock and Roll
- 2015 — American Beauty/American Psycho
- 2018 — Mania
- 2023 — So Much (for) Stardust

### Сольные альбомы
- 2011 — Soul Punk